# Jezioro Duże (województwo pomorskie)
Jezioro Duże (kaszb. Jezoro Wiôldżé) – jezioro w gminie Liniewo, w powiecie kościerskim województwa pomorskiego. Znajduje się na wysokości ok. 135 m n.p.m., na wschodnim krańcu Pojezierza Kaszubskiego.
Las na północnym brzegu jeziora wyróżnia się 230-letnim starodrzewem dębowym, w 1963 r. w celu jego ochrony utworzono rezerwat przyrody Orle nad Jeziorem Dużym. W XIX w. na terenie tym znajdował się cmentarz.